# Грб општине Чајетина
Грб општине Чајетина користи се у три нивоа, и то као: мали, средњи и велики грб.
Блазон малог грба гласи: на плавом, златан боров крст између три природна цвета белог нарциса.
Блазон средњег грба гласи: основни грб надвишен сребрном бедемском круном без мерлона, а испод свега исписан је назив општине.
Блазон великог грба гласи: основни грб надвишен сребрном бедемском круном без мерлона, а држачи су два сребрна орла подигнутих крила, златних кљунова и ногу, црвених језика и ноката.
Између држача и штита постављено је , по косини, природно златом оковано копље са кога се у поље вије златним ресама стег и то десно стег Србије, а лево стег титулара.
Постамент је густим растињем обрастао планински мотив Златибора, а у дну је сребрна трака исписана златним словима Чајетина.